# ویندزور، ویکتوریا
ویندزور (به انگلیسی: Windsor) یک منطقهٔ مسکونی در استرالیا است که در ویکتوریا (استرالیا) واقع شده‌است.